# Århus Amt
Århus Amt – jeden z 13 duńskich okręgów istniejących w latach 1970–2006. Województwo to położone było we  wschodniej Jutlandii, wokół największego miasta półwyspu, Århus. W skład Århus Amt wchodziły również wyspy Samsø i Anholt. Województwo powstało w roku 1970 z połączenia poprzednich okręgów Randers, Skanderborg i Århus (administracyjna reforma Danii (1970)). Po reformie administracyjnej z 2005 (weszła w życie 1 stycznia 2007) okręg stał się częścią regionu administracyjnego Jutlandia Środkowa. 

## Gminy
- Gmina Ebeltoft
- Gmina Galten
- Gmina Gjern
- Gmina Grenaa
- Gmina Hadsten
- Gmina Hammel
- Gmina Hinnerup
- Gmina Hørning
- Gmina Langå
- Gmina Mariager
- Gmina Midtdjurs
- Gmina Nørhald
- Gmina Nørre Djurs
- Gmina Odder
- Gmina Purhus
- Gmina Randers
- Gmina Rosenholm
- Gmina Rougsø
- Gmina Ry
- Gmina Rønde
- Gmina Samsø
- Gmina Silkeborg
- Gmina Skanderborg
- Gmina Sønderhald
- Gmina Them
- Gmina Århus